# プオランカ
プオランカ（芬: Puolanka）は、フィンランド、カイヌー県の自治体。ケヒュス＝カイヌー郡に属する。
人口は2447人、面積は2598.68km2であり、137.3km2は水域面積になっている。人口密度は0.99人/km2
フィンランドで最も高いヘポコンガスの滝がプオランカ中心から16kmの位置にある。24mの落差であるが、フィンランドでは最も高い瀧である。
この地域はフィンランド語のみを公用語に指定している。この自治体は以前スウェーデン文で"Puolango"と表記されていたが、現在ではスウェーデン語でも"Puolanka"の表記に改めている。